# Laurie R. Santos
Laurie Renee Santos (* 1975 in New Bedford (Massachusetts)) ist eine  US-amerikanische Kognitionswissenschaftlerin und Professorin für Psychologie an der Yale University. Sie ist außerdem Direktorin des Yale’s Comparative Cognition Laboratory, Direktorin des Yale’s Canine Cognition Lab und Leiterin des Yale’s Silliman College. Sie ist eine gefragte TED-Rednerin und wurde 2007 in Popular Science als eine der „Brilliant Ten“ unter den jungen Wissenschaftlern und 2013 im Time-Magazin als „Leading Campus Celebrity“ aufgeführt.
Im Januar 2018 wurde ihr Kurs Psychology and the Good Life zum beliebtesten Kurs in der Geschichte der Yale University, an dem etwa ein Viertel der Yale-Studenten teilnahmen. Seit September 2019 ist sie Gastgeberin des Podcasts The Happiness Lab, der von Pushkin Industries herausgegeben wird – dem Medienunternehmen, das von den Journalisten Malcolm Gladwell und Jacob Weisberg (* 1964) geleitet wird.

## Herkunft und Ausbildung
Laurie R. Santos wurde 1975 in einem binationalen Haushalt in New Bedford in Massachusetts geboren. Ihr Vater, dessen Familie von den Kap Verden stammt, war Programmierer und ihre Mutter, die aus den Vereinigten Staaten stammt, war Erziehungsberaterin an der New Bedford High School, die Laurie und ihr Bruder Aaron besuchten.
Nach der High School besuchte sie die Harvard University, wo sie im zweiten Studienjahr Forschungsassistentin wurde und nach Cayo Santiago, einer kleinen, 38 Hektar großen Insel östlich von Puerto Rico, reiste. Die Affenpopulation von Cayo Santiago inspirierte Santos und weckte ihr Interesse an der Psychologie der Tiere. 1997 erhielt sie ihren Bachelor of Arts in Psychologie und Biologie mit magna cum laude und gewann den jährlichen Preis für die Abschlussarbeit des Fachbereichs Psychologie. Als Doktorandin setzte sie ihr Studium am Harvard Psychology Department fort und erwarb 2001 den Master in Psychologie mit den Schwerpunkten Kognition, Gehirn und Verhalten. In derselben Fachrichtung erhielt sie 2003  den Doctor of Philosophy. Ihre Dissertation wurde mit dem Richard J. Herrnstein Dissertation Prize der Harvard Graduate School of Arts and Sciences für „die beste Dissertation, die sich durch exzellente Wissenschaftlichkeit, Originalität und Breite des Denkens sowie intellektuelle Unabhängigkeit auszeichnet“ ausgezeichnet.

## Karriere und Forschung
Im Jahr 2003 begann sie als Assistenzprofessorin für Psychologie und Kognitionswissenschaften an der Yale University, wo sie 2009 zur Außerordentlichen Professorin ernannt wurde. In ihrer Forschung untersucht sie die evolutionären Ursprünge des menschlichen Geistes, indem sie die kognitiven Fähigkeiten von Menschen und Tieren, einschließlich Primaten und Hunden, vergleicht. Von 2010 bis 2015 war sie Leiterin des Yale-Studiengangs Psychologie für Studierende.
Im Juni 2016 wurde sie als Nachfolgerin von Nicholas Christakis zur Leiterin des Silliman College, einem der 14 Undergraduate Residential Colleges in Yale, ernannt. Ihr Yale-Kurs Psychologie und das gute Leben konzentriert sich auf die Beantwortung von Fragen wie: „Was macht uns eigentlich glücklich?“ und „Was können wir tun, um das gute Leben zu erreichen?“ Ihr Kurs entwickelte sich zum beliebtesten Kurs in der Geschichte von Yale, weshalb Yale ihn im März 2018 als The Science of Well-Being auf der Online-Lernplattform Coursera zur Verfügung stellte. Bis November 2018 meldeten sich über 170.000 Menschen aus mindestens 170 Ländern für den Online-Kurs an.

## Ausgewählte Arbeiten
Santos’ wissenschaftliche Arbeiten wurden in Fachzeitschriften wie Psychological Science, Animal Cognition, Developmental Science, Current Biology, Animal Behaviour (journal) und dem Cognition (journal) veröffentlicht. Über ihre wissenschaftliche Forschung wurde u. a. in der New York Times, der Los Angeles Times, The Economist, Forbes, The New Yorker, New Scientist, National Wildlife, Smithsonian Magazine und Discover sowie im National Public Radio (NPR) und der amerikanischen Fernsehserie Nova berichtet.
Gemeinsam mit dem Psychologen Bruce Hood ist sie die Herausgeberin von The Origins of Object Knowledge. Sie war im National Public Radio zu hören, bei Big Think und – zusammen mit ihren Kollegen Paul Bloom, Tamar Gendler und Joshua Knobe – schreibt sie regelmäßig für den Mind Report von Bloggingheads.tv.
Aufgrund von Kodierungsfehlern in ihrem Labor, musste sie zwei wissenschaftliche Arbeiten zurückziehen.

## Podcast: The Happiness Lab
Seit September 2019 moderiert sie den Podcast The Happiness Lab, der sich mit den neuesten wissenschaftlichen Erkenntnissen zu den Faktoren befasst, die unser Wohlbefinden und Glück beeinflussen. Die erste Staffel mit 10 Episoden wurde im November 2019 abgeschlossen, und war 126 Tage lang in den US-Podcast-Charts vertreten, mit einem Spitzenplatz auf Platz 3. Santos produzierte weitere Episoden ihres Podcasts. Der Podcast wird von Pushkin Industries veröffentlicht, einem Medienunternehmen, das von den Journalisten Malcolm Gladwell und Jacob Weisberg geleitet wird, die früher für das Magazin Slate verantwortlich waren.
In der Financial Times schrieb Fiona Sturges: „Santos ist die Stimme der Vernunft, ganz zu schweigen von gewissenhafter Recherche. [Sie ist] eine warmherzige und doch maßgebliche Moderatorin, die uns die Widersprüche in unseren psychologischen Impulsen aufzeigt.“

## Ehrungen und Auszeichnungen
- 2007 wurde Santos in der Zeitschrift Popular Science als eine der “Brilliant Ten” junger Wissenschaftler vorgestellt.
- 2008 wurde sie von der Society for Philosophie and Psychologie mit dem Stanton Prize für herausragende Beiträge zur interdisziplinären Forschung in Philosophie und Psychologie ausgezeichnet[22] und von der Yale University mit dem Arthur Greer Memorial Prize für eine herausragende wissenschaftliche Veröffentlichung oder Forschung.[23]
- 2010 war sie eine der Hauptrednerinnen auf der TED Global Conference in Oxford, UK.[3]
- 2011 wurde sie als Sprecherin des Präsidentensymposiums der Association for Psychological Science vorgestellt.[24]
- 2012 wurde sie mit dem Lex-Hixon-Preis der Yale University für herausragende Leistungen in der Lehre in den Sozialwissenschaften ausgezeichnet, dem höchsten Lehrpreis, der am Yale College vergeben wird,[25][26] sowie mit dem Distinguished Scientific Award der American Psychological Association für ihren Beitrag zur frühen Karriere in der Psychologie.[27]
- 2013 wurde sie vom Magazin Time zur führenden Campus-Prominenten des Magazins gewählt.
- 2016 fungierte sie als Präsidentin der Gesellschaft für Philosophie und Psychologie.[28]
- Im Jahr 2018 erhielt sie einen Genius Award vom Liberty Science Center in New Jersey.[10]

## Familie
Santos ist mit dem Philosophen Mark Maxwell verheiratet.

## Publikationen (Auswahl)
- Mit Marc D. Hauser und Elizabeth S. Spelke: Recognition and categorization of biologically significant objects by rhesus monkeys (Macaca mulatta): the domain of food, Amsterdam [etc.] Elsevier [etc.], Cognition. 82, no. 2, (2002): 127. OCLC 93607786
- Mit M. Keith Chen und Venkat Lakshminarayanan: The evolution of our preferences: evidence from capuchin-monkey trading behavior, New Haven, Conn., 2005. OCLC 255236242
- Mit Bruce M. Hood: The origins of object knowledge, Oxford: Oxford University Press, 2009. OCLC 276335965
- Mit M. Keith Chen: The evolution of rational and irrational economic behavior: evidence and insight from a non-human primate species, Amsterdam: Elsevier Academic Press, 2009. OCLC 1192023100
- Mit Michael Bicks, Anna Lee Strachan, David Pogue, WGBH (Television station: Boston, Mass.): What are animals thinking?, 2012. OCLC 815302086
- Mit Angie M Johnston, Courtney Turrin, Lyn Watson und Alyssa M Arre: Uncovering the origins of dog-human eye contact: dingoes establish eye contact more than wolves, but less than dogs, [Oxford]: Elsevier Ltd, 2017. OCLC 1021140202
- Assembly program, 2018 Dec. 7, Hörbuch auf CD: Ton-CD: Englisch. OCLC 1079420738